# AC Cobra
AC Cobra — англійський спортивний автомобіль, що випускався фірмою AC Cars з 1961 по 1967 рік.

## Історія моделі

### Поява моделі
Як і багато англійських виробники автомобілів, компанія AC Cars випускала малими серіями спортивні автомобілі з рядним шестициліндровим двигуном Bristol невеликого об'єму, у тому числі 2-місний родстер AC Ace. Це був автомобіль з алюмінієвим кузовом ручної збірки на просторовій рамі зі сталевої труби. Двигуни виробництва Bristol Cars були спроектовані BMW ще до Другої світової війни, і в 1960-ті роки вважалися застарілими. У 1961 році Bristol вирішила припинити виробництво своїх двигунів і використовувати на своїх машинах двигун Ford Zephyr (2,6 літра). У вересні 1961 року колишній американський автогонщик Керолл Шелбі (Carroll Shelby) відправив фірмі AC Cars лист з пропозицією побудувати машину з двигуном V8 і з його змінами в конструкції. AC Cars погодилася за умови, що буде знайдений відповідний двигун.
Спочатку Керрол Шелбі запропонував замовлення Chevrolet, але отримав відмову. Ford, що бажав створити автомобіль, який зміг би змагатися з Chevrolet Corvette, запропонував новий двигун Ford Windsor 260 HiPo («High-Performance») з тонкостінним блоком, який міг бути використаний в цьому починанні. У січні 1962 року механіки AC Cars виготовили прототип шасі під номером CSX0001 з двигуном Ford Windsor 221 V8. Після тестування і доведення двигун і коробка передач були зняті, а шасі 2 лютого 1962 року було відправлено повітряним шляхом Шелбі в Лос-Анджелес. Його команда менш ніж за вісім годин на ньому встановила двигун і трансмісію і почала дорожні випробування.

### Перше покоління— «AC Cobra MkI»
Почати виробництво виявилося нелегко, оскільки «AC Cars» вже зробив більшу частину змін в передній частині «AC Ace» під двигун «Ford Zephyr». Найбільш важливою зміною під двигун V8 із збільшеною потужністю, була установка більш міцного заднього диференціала. Єдиною відмінністю в передній частині першої «Кобри» від «AC Ace 2.6» був рульовий механізм, якій довелося перенести через більш широкий двигун V8.
Перші 75 машин «Cobra Mark I» (в тому числі прототип) були оснащені двигуном «Ford Windsor V8 260 HiPo» (4,2 л). Решта 51 Cobra Mark I були забезпечені більш потужним «Ford Windsor V8 289 HiPo» (4,7 л). Автомобіль виготовлявся у Великій Британії, установку двигуна і забарвлення виробляли в США.

### Друге покоління— «AC Cobra MkII»
В кінці 1962 року головний інженер «AC Cars» Алан Тернер змінив дизайн передньої частини автомобіля. Новий автомобіль був названий «AC Cobra Mark II», його виробництво почалося на початку 1963 року. 528 Кобр Mark II були виготовлені до літа 1965 року.

### Третє покоління— «AC Cobra MkIII»

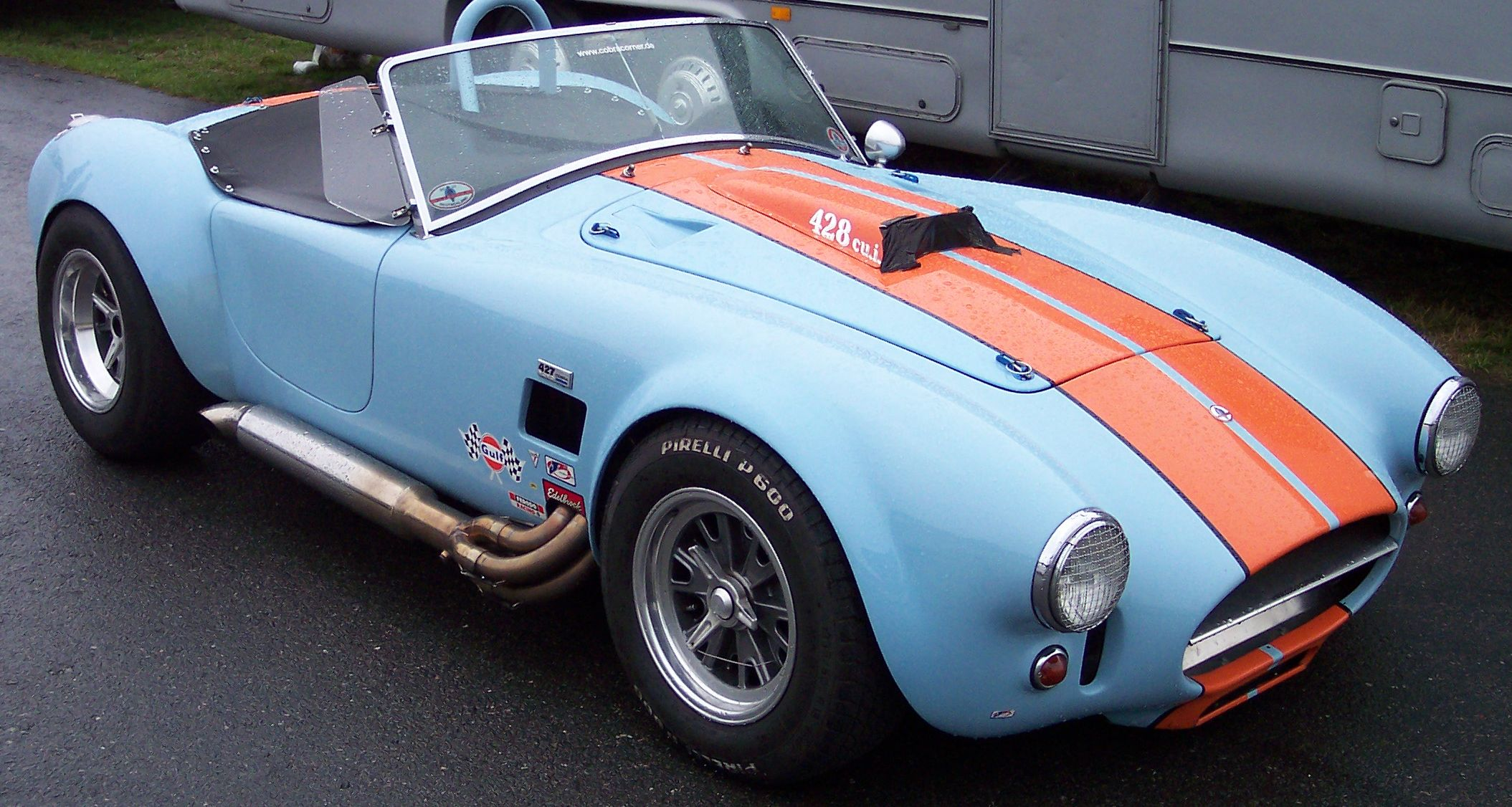
AC 427 Cobra

До 1963 року Cobra втратила своє панування в гонках. Шелбі спробував встановити великий двигун «Ford FE V8 390». Відомий гонщик і інженер Ken Miles випробовував такий Mark II і назвав його так: «лайно». Почалася розробка нового шасі під назвою «AC Cobra Mark III».
Нова машина була розроблена в Детройті в співпраці з «Фордом». Новий автомобіль мав широкі крила і великий отвір у кузові перед радіатором. Ця машина була оснащена двигуном Ford FE 427 (7,0 л) потужністю 425 к.с., який забезпечував максимальну швидкість 262 км/год в стандартному виконанні або двигуном потужністю 485 к.с. (362 кВт), який забезпечував максимальну швидкість 290 км/год. Виробництво Cobra Mark III розпочалося 1 січня 1965 року. Незважаючи на вражаючі характеристики, автомобіль погано продавався, тому, щоб знизити вартість, на деякі AC Cobra 427 були фактично встановлені більш дешеві двигуни «Ford 428» (7,0 л), призначені не для гонок, а для використання в дорожніх умовах. У загальній складності близько 300 автомобілів Mark III були відправлені до Шелбі в США протягом літа 1965 і 1966 року. На жаль, MK III пропустив омологацію в 1965 гоночному сезоні, але успішно продовжував вигравати гонки до початку 70-х років.
Незважаючи на успіхи AC Cobra у перегонах, фінансова ситуація змусила Ford і Шелбі в 1967 році припинити імпорт автомобілів з Англії. AC Cars продовжила випуск родстера під назвою «AC 289» — з вузькими крилами, невеликим двигуном «Ford 289 V8». Він продавався в Європі до кінця 1969 року. AC також підготувала «AC Frua» на базі розтягнутої «Cobra 427 MK III» (спроектований і побудований П'єтро Frua). Після Frua, AC Cars пішла на створення менших машин і в кінцевому підсумку збанкрутувала в кінці 1970-х років. Оснащення компанії та права на використання назви перейшли до Autocraft.

## Відродження марки (Shelby Cobra)

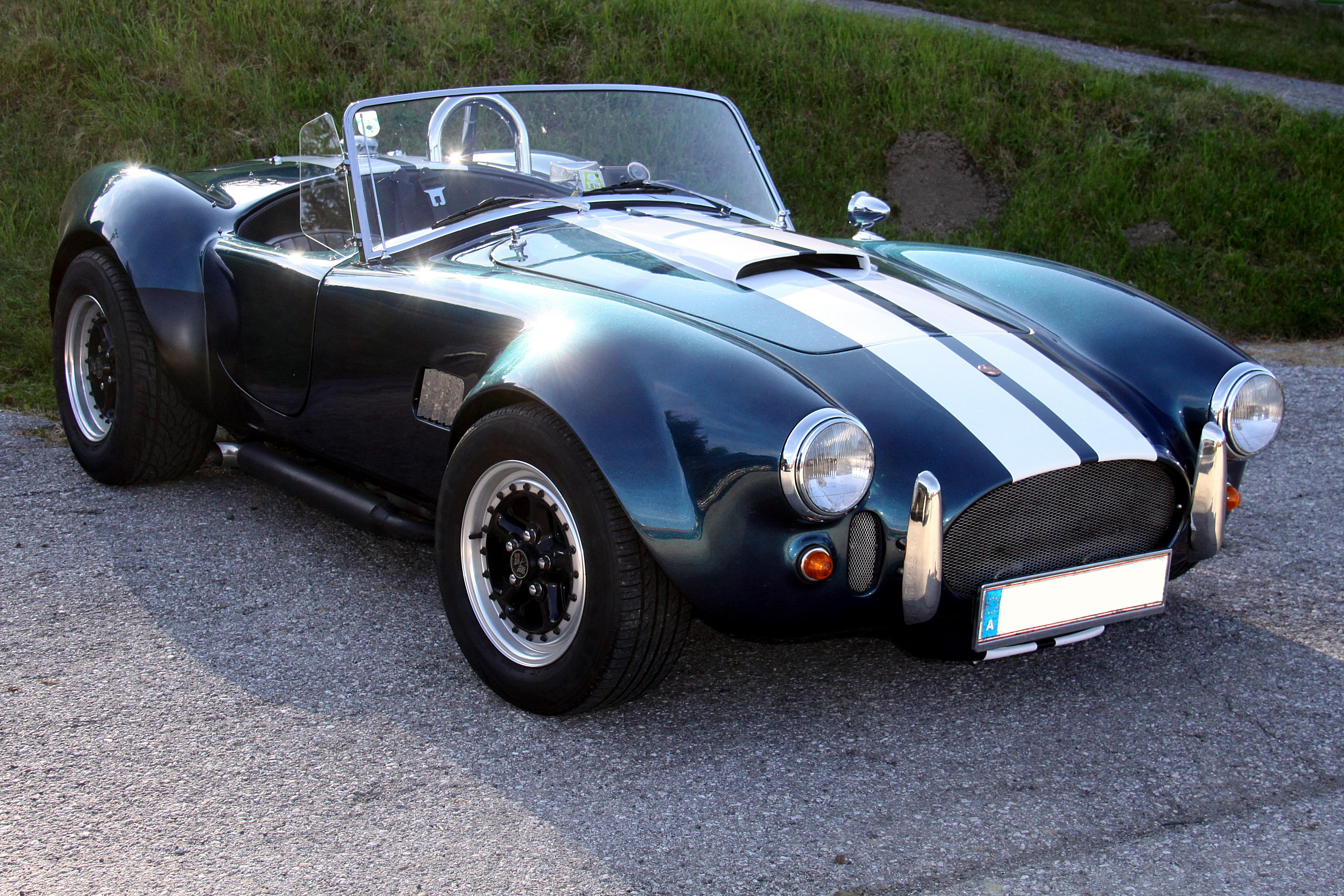
50th Annyversary Cobra Limited Edition CSX8000.

Фірма Autocraft, що отримала оснастку на «AC 289» після банкрутства AC Cars, випустила партію «AC 289» під назвою «Марк IV». Незабаром після цього Керол Шелбі подав позов проти AC Cars і Брайана А. Angliss (засновника AutoCraft), в окружний суд США в Лос-Анджелесі. Подальше урегулювання призвело до випуску спільного прес-релізу, в якому AC і Angliss визнали, що Керролл Шелбі був і є єдиною особою, яка має право називати свої машини «Кобра». З кінця 1980-х років Керролл Шелбі і компанія «Shelby Automobiles, Inc» продовжила виробляти автомобілі «Кобра» під назвою «Shelby Cobra FIA 289» і «Shelby Cobra 427 S/C» на своєму заводі в Лас-Вегасі, штат Невада.
Ці автомобілі зберегли загальний стиль і зовнішній вигляд оригіналу 1960-х років. Спочатку автомобілі (серії CSX4000) виготовлялися зі старих запасів, але поступово стали збиратися з деталей різних постачальників.
На сьогоднішній день кузова «Кобр» виробляються зі скловолокна, деякі автомобілі на замовлення виготовляються з алюмінієвим кузовом або з кузовом з вуглеволокна.